# Старосельский мох
Старосельский мох — верховое болото в Тверской области России. Является государственным комплексным заказником регионального значения.

## Общие сведения

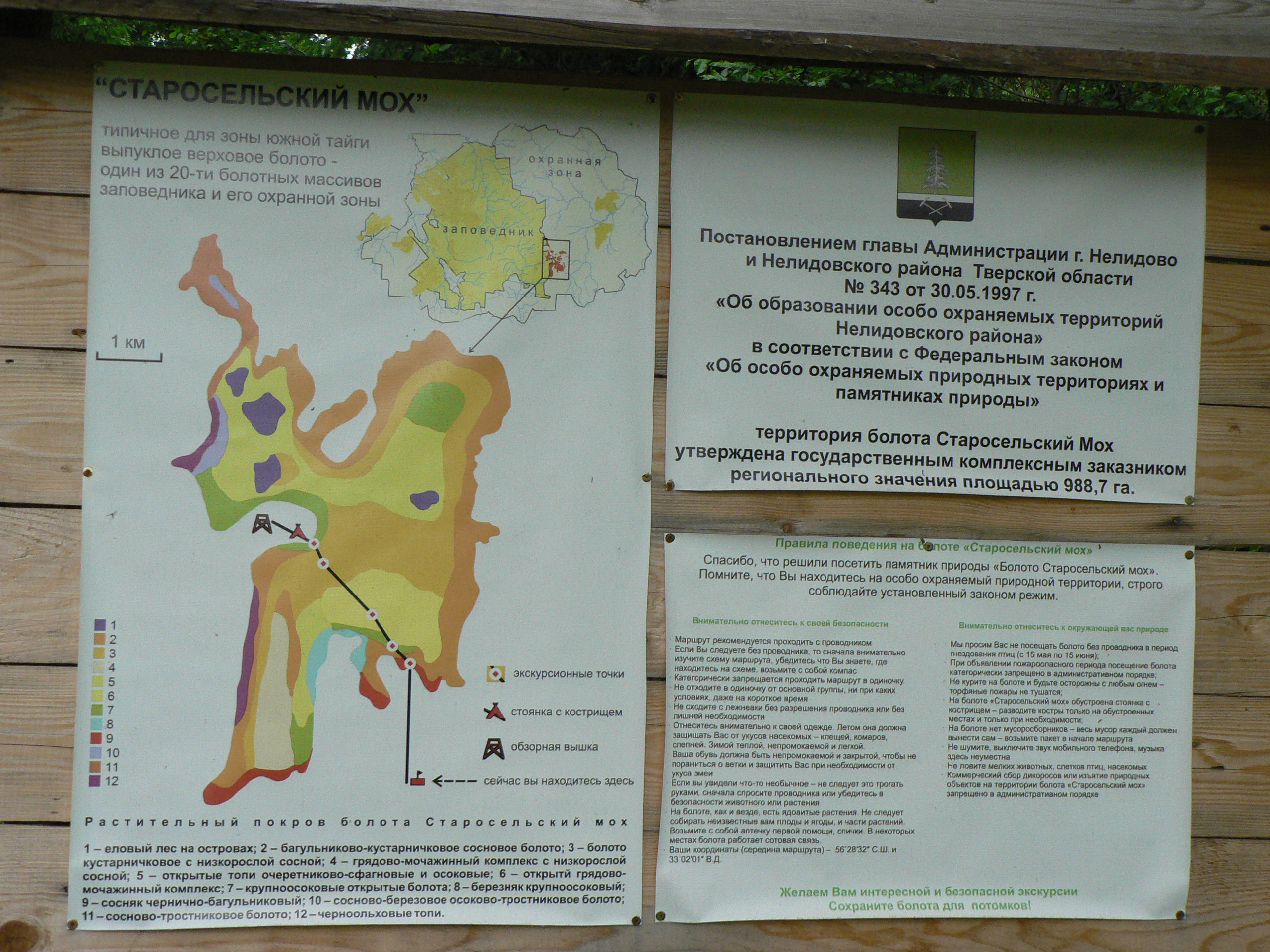
Болото Старательский мох. Информационный стенд в начале экскурсионного маршрута.

Болото Старосельский мох занимает серию сточных котловин на вершине водораздела рек Межа и Тудовка в пределах буферной зоны Центрально-Лесного заповедника. Географические координаты 56°28′33″ с. ш. 33°02′10″ в. д.. Площадь его 617 га, максимальная глубина залежи 5,5 м, средняя — 3,2 м. Водоприёмниками являются 3 ручья и система небольших депрессий. Уровень воды нестабилен и колеблется от 0 до 0,6 м.

## Происхождение
Болотный массив начал формироваться во время фазы нижней ели голоцена (бореальный период). В северо-западной части торф подстилается озёрными отложениями. Юго-восточная часть болота наиболее молодая, она подстилается суглинками. По-видимому, разные части болота имеют различное происхождение. Северо-западная часть могла сформироваться за счет зарастания послеледникового озера. Юго-восточная часть — за счёт суходольного заболачивания через сосново-ильмово-березовую мезотрофную фазу. Начиная с атлантического периода (6 тысяч лет назад) развитие болота происходило равномерно по олиготрофному типу заболачивания. В настоящее время процесс заболачивания продолжается в южном направлении. Это происходит, по мнению исследователей, из-за медленного опускания одних частей территории относительно других.

## Растительный покров

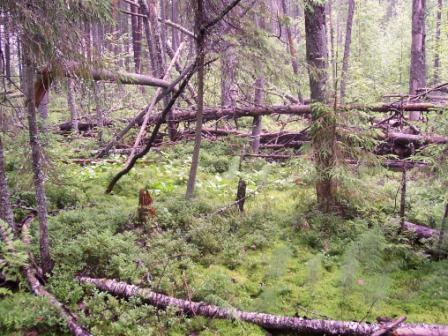
Елово-сосновый лес по берегам болота

Растительный покров типичен для верховых болот зоны южной тайги. Окрайки на пологих склонах заняты сосняками черничными. На плоских участках окрайки формируются сообщества с древостоем сосны, реже берёзы или вовсе без древостоя. Здесь образуются верховые торфяно-глеевые почвы.
Пологие склоны выпуклой части болота представляют собой грядово-мочажинный комплекс. Гряды могут быть покрыты сосновым редколесьем или необлесены. На грядах произрастают подбел, пушица, в мочажинах — очеретник, шейхцерия. К грядам и мочажинам приурочены свои особые виды сфагнума.
Северная часть болота имеет некоторое понижение в центре. Здесь преобладают мезотрофные сообщества по типу переходных болот, в которых главенствуют хвощ, осока, тростник, а также очеретник и сфагнум.